# Rubén Castro
Ruben Castro Martin (Las Palmas de Gran Canaria, Spania, 27 iunie, 1981) este un fotbalist spaniol. Joacă ca atacant la Málaga CF din Segunda División.